# میمون شب برامبک
میمون شب برامبک (نام علمی: Aotus brumbacki) نام یک گونه از سرده میمون‌های شب است.